# NA-176
La NA-176 es una carretera de interés para la Comunidad Foral de Navarra, tiene una longitud de 13,3 km, comunica Garde.

## Recorrido
| Denominación                   | Kilómetro | Salida            | Dirección         | Carretera         |
| ------------------------------ | --------- | ----------------- | ----------------- | ----------------- |
| NA-176                         | 0         |                   | Roncal            | NA-137            |
| NA-176                         | 3         | Travesía de Garde | Travesía de Garde | Travesía de Garde |
| CONTINÚA EN ARAGÓN POR A-176 . |           |                   |                   |                   |